# Північний край
64°32′00″ пн. ш. 40°32′00″ сх. д. / 64.53333333° пн. ш. 40.53333333° сх. д.
Північний край (рос. Северный край) — адміністративно-територіальна одиниця на північному заході РРФСР, що існувала 1 жовтня 1929 — 5 грудня 1936.
Адміністративний центр — місто Архангельськ.

## Утворення краю, округів і районів
Згідно з постановою Президії ВЦВК «Про утворення на території РРФСР адміністративно-територіальних об'єднань крайового і обласного значення» від 14 січня 1929 року, вирішено утворити з 1 жовтня 1929 на території РРФСР Північний край з центром у місті Архангельськ через об'єднання Архангельської, Вологодської, Північно-Двінської губерній і автономної області Комі (Зирян).
Згідно з постановою ВЦВК поділ Північного краю затверджено у складі округів (за винятком автономної області Комі (Зирян), островів Білого моря і Північного Льодовитого океану: Вайгач, Земля Франца-Йосифа, Колгуєв, Матвєєв, Нова Земля і Соловецькі острови)
:
- Архангельський (Архангельськ);
- Вологодський (Вологда);
- Ненецький національний округ (Тельвіска);
- Няндомський (Няндома);
- Північно-Двінський (Великий Устюг).

У липні 1930 поділ на округи скасовано та встановлено нову адміністративно-територіальну систему: край — район — сільрада, але національні утворення автономна область Комі (Зирян) і Ненецький округ у складі краю були збережені.

## Зміни
- 6 січня 1931[3]згідно з постановою Президії ВЦВК від 20 листопада 1930 року Шуйський район перейменовано на Міжрічинський.
- 4 травня 1931 року Пустозерський район Ненецького національного округу перейменовано на Нижньо-Печорський[en].
- 31 липня 1931 року скасовано Верховазький (увійшов до складу Бєльського), Кокшеньзький і Сухонський (утворили Нюксенський район), Рослятинський (увійшов до складу Ледензького), Сямженський (увійшов до складу Тотемського і Харовського), Толшменський (увійшов до складу Шуйського і Тотемського), Коношський, Красноборський, Ровдинський і Чекуєвський райони.
- 20 січня 1932 року Верхньо-Чагодощенський район перейменовано на Чагодощенський, село Чагода перетворено на селище міського типу.
- 2 березня 1932 року постановою ВЦВК Свердловський район перейменовано на Сокольський, його центр, робітниче селище Сокол, перетворено на місто[4].
- 20 червня 1932 скасовано Вологодський район, а його територія увійшла до складу Грязовецького, Кубено-Озерського, Чебсарського районів і Приміського району міста Вологди.
- В 1932 році здобули статус селища міського типу станція Вожега, центр Вожегодського району і село Устя, центр Усть-Кубинського району[5].
- 10 лютого 1934 року острів Вайгач і острови Баренцева моря Голець, Карпов, Корга, Матвєєв, Михайлови, Песяков (Варандей) і Тунець (Тиманець), острів Місцевий у Карському морі, а також острови Воронов і Оленячий у протоці Залізні Ворота включені до складу Ненецького національного округу краю.
- 25 січня 1935 року відновлені скасовані в 1931 році райони: Верхньовазький, Сямженський, Рослятинський, Усть-Олексіївський. Утворені: Биряковський (з частини територій Сокальського та Межиріченського районів), Лежський (з Грязовецького району); Павинський (з частини Нікольського і Вохомського районів); Тарнозький (з Нюксенського району)[5].
- У січні і лютому 1935 року були відновлені скасовані в 1931 році райони Північного краю: Коношський, Красноборський, Ровдинський і утворено новий Летський район в автономній області Комі (Зирян).
- В 1936 році у складі Автономної області Комі краю утворено Печорський округ з центром у селищі Усть-Уса у складі Усть-Усинського, Усть-Цилемського та Іжемського районів, а також Усть-Войської сільради Троїцько-Печорського району. Також в цьому році у краї були засновані промислові центри Воркута, Чиб'ю і Щугор.

У грудні 1936 року Північний край скасовано, а на його території утворені Північна область і Комі АРСР.